# پرچم کشورهای مستقل مشترک‌المنافع
پرچم کشورهای مستقل مشترک‌المنافع در ۱۹ ژانویه ۱۹۹۶ پذیرفته شد.